# Fred Allen
Fred Allen (født som John Florence Sullivan; 31. maj 1894 i Cambridge, Massachusetts, USA – 17. marts 1956 i New York) var en amerikansk komiker kendt for sine radioprogrammer (1934–1949) under Amerikas såkaldte radioæra.
Han har fået to stjerner på Hollywood Walk of Fame for sin indsats inden radio og TV.